# Tuřany, Cheb
Tuřany là một làng thuộc huyện Cheb, vùng Karlovarský, Cộng hòa Séc.